# عمرو الوراق
عمرو بن المبارك بن عبد الملك العنزي، عُرف ب،الوراق، شاعر ماجن خليع، أصله من البصرة له أخبار مع أبي نواس. اشتهر في أيام هارون الرشيد ونظر شعرًا في حرب الأمين والمأمون.